# Cantonul Cenon
Cantonul Cenon este un canton din arondismentul Bordeaux, departamentul Gironde, regiunea Aquitania, Franța.

## Comune
- Artigues-près-Bordeaux
- Beychac-et-Caillau
- Cenon (reședință)
- Montussan
- Yvrac